# Linha Ferroviária Cottbus–Żary
A Linha Ferroviária Cottbus–Żary é uma ferrovia eletrificada entre a Alemanha e a Polônia. Ela conecta a cidade alemã de Cottbus com a cidade polonesa de Żary, passando pela cidade alemã de Forst. A linha tem quase 60 Kilometros de comprimento e aberta em 1o de marc,o de 1872.